# Trigonella badachschanica
Trigonella badachschanica är en ärtväxtart som beskrevs av C.S. Afanassiev. Trigonella badachschanica ingår i släktet trigonellor, och familjen ärtväxter. Inga underarter finns listade i Catalogue of Life.